# 太政官 (明治時代)
太政官（だじょうかん）は、慶応4年閏4月21日（1868年6月11日）公布の政体書に基づく官制改革によって成立した政府機構である。立法・行政・司法の機能を備えていた。職名は律令制の名称がそのまま使われていたが、その組織に関しては幾度か改革がされた。明治18年（1885年）12月22日の内閣制度樹立に伴い、廃止された。

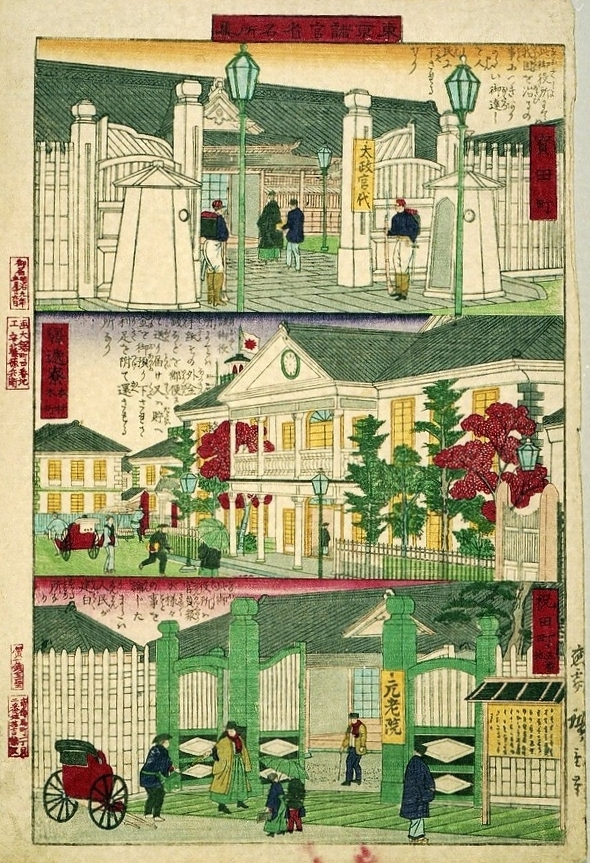
歌川広重 (3代目)による太政官所、駅逓寮、元老院議事堂。

## 沿革
- 慶応4年閏4月21日（1868年6月11日）、政体書（慶応4年閏4月21日　太政官）に基づいて置かれた。当初は、議政官以下7官の総称だった。
- 明治2年7月8日（1869年8月15日）、民部省以下6省を管轄し、左右両大臣が置かれた。
- 明治4年7月27日（1871年9月11日）、長官として太政大臣（だじょうだいじん）が置かれた。
- 明治18年（1885年）12月22日、内閣制度樹立に伴い廃止された。

## 官制
慶応4年から明治18年に至る期間は、官制の改廃が著しく、常に一定しない。官制は大要、下記のように改編された。

### 三職
慶応3年12月9日（1868年1月3日）に王政復古の大号令が出されると同時に戊辰戦争（鳥羽・伏見の戦い）が始まり、依然として強力な政治体制を維持していた江戸幕府に代わる政治体制の確立が急務となった。そこで、幕府・征夷大将軍・摂政・関白に代わるものとして、総裁（有栖川宮熾仁親王）、議定（皇族2名・公卿3名・薩摩・尾張・越前・安芸・土佐の各藩主の計10名）、参与（公卿5名、議定5藩より各3名の計20名）の三職が任命された。
戊辰戦争が始まると副総裁を置き、議定の三条実美と岩倉具視をこれに任命して、熾仁親王を補佐することとなった。慶応4年1月17日（2月10日）には、三職の下に神祇・内国・外国・海陸軍・会計・刑法・制度の七科を置いて三職七科とし、当面の政務に当たることになった。2月3日（2月25日）には、科を局として総裁局を設置し、三職八局とした（なお、海陸軍科は軍防事務局と改称された）。
『太政官日誌』は2月14日（3月7日）から始まっている。
また当時の法規は『太政類典』に見ることができる。

### 政体書
慶応4年閏4月21日（1868年6月11日）、副島種臣・福岡孝弟の起草による、基本法ともいえる政体書（慶応4年太政官達第331号）が、太政官の名で布告された。政体書は、新政府の政体を「五箇条の御誓文」に基づくものとし、権力分立・官吏公選・府藩県三治制などについて規定している。この政体書に基づいて閏4月27日（6月17日）、日本の新しい体制が発足した。国家権力全体を支配する組織を太政官と称して、同時に内部では権力分立を行って専制権力の発生を阻止しながら、諸大名や国民を強力に支配していく体制を組織しようとした。
三職のうち総裁が廃止されて（当時熾仁親王は江戸に滞在中）、副総裁2人が輔相(ほしょう)と称して事実上の政府首班に就いた。立法権を司る議政官は、議定・参与からなる上局と諸藩の代表（貢士）からなる下局から構成された。行政権を司るのは、行政・神祇・会計・軍務・外国の各官（官庁）からなる五官であり、特に行政官は輔相を長として他の4官を監督する役割も担った。三権を担う官の内司法権を扱う刑法官は、実際には4官同様、行政官の監督を受けていたため、司法権の独立は形骸化した。さらに、輔相は議定の資格で議政官（上局）の構成メンバーでもあったため、権力分立は形ばかりとなっていた。
明治2年5月18日（1869年6月27日）に戊辰戦争（箱館戦争）が終わり、6月17日（7月25日）に版籍奉還が実施され、諸藩は政府の地方機関として位置付けられた。そこで、会計官から地方行政を扱う民部官が独立した。続いて政体書に基づく「官吏公選」が行われて守旧派の公家や諸侯は事実上排除される形となった。また、監察機関として弾正台が設置された。

### 明治の太政官制
こうした政治情勢の変動に対応して、明治2年7月8日（1869年8月15日）に、新しい太政官制が導入された。これは、アメリカの影響を受けた政体書体制を廃止して、「祭政一致」を原則とした復古的な官制であった。まず神祇官が復活して太政官よりも上位に置かれ、太政官の下には民部省・大蔵省・兵部省・刑部省・宮内省・外務省が設置されるという二官六省制が採られ、侍詔院・弾正台・集議院・大学校などの諸機関が置かれた。
また、三権がいずれも太政官の下に置かれた事が特徴である。太政官には左右両大臣と3名の大納言、3名の参議からなる「三職」が置かれて指揮をとった。三職は明治天皇に対して「三職盟約」・「約束四条」と呼ばれる誓約を行って天皇への忠誠と公正な政務を誓った。また、これに伴い「官位相当表」が改正され、左右両大臣は従一位または正二位、大納言は従二位、参議・卿は正三位、大輔は従三位、少輔は正四位とされ、また八位と初位の間に正・従の九位の位階が追加された。また、任命手続きにおいては四位以上を「勅授」・六位以上を「奏授」・七位以下を「判授」と呼んだがすぐに改められて、位階の授与については従来通り、役職の任命については勅任・奏任・判任と改称されることになった。
だが、蓋を開けてみると右大臣に三条、大納言に岩倉と徳大寺実則がついたのを始めとして主要官職を皇族と公家が独占して、わずかに参議に前原一誠・副島種臣、民部卿に前福井藩主松平春嶽（慶永）が武士階層から選ばれただけであった。保守派の画策によって木戸孝允・大久保利通・板垣退助らは閑職であった侍詔院学士に追いやられてしまったのである。これに反発した岩倉は、三条と相談して大久保と広沢真臣（後に佐々木高行も加えて）を追加任命して巻き返しを図ったのである。
こうした中で問題となったのは、民部省と大蔵省の合併問題であった。徴税機構と財政機構の一本化を目指して8月11日（9月16日）に両省を合併、民部卿松平春嶽が大蔵卿を、大蔵大輔大隈重信が民部大輔を兼任した。今度は中央集権体制の確立を急ぐ木戸の支持を得た大隈や大蔵少輔伊藤博文ら開明派若手官僚の画策であった。一方、大久保らはこうした動きに対して、新省が太政官を上回る権限を持つとして反発し、他の参議や地方官と結んで大隈・伊藤の排撃と再分離を求めた。これには、大蔵省の管轄が広くなりすぎて、目配りが利かなくなり不効率になったことと、大蔵省の地方官が徴税や徴兵令（予定）に対して農民に十分な説明を怠り、不満の声にも十分な対応をせず、結果、全国各地で農民騒乱が多発していたことが念頭にあった。大蔵省の地方官の中には、旧殿様気分で民情への配慮に欠ける人物もおり、地方行政を管轄する省が必要との意見が大久保を中心に出ていた。明治3年7月10日（1870年8月6日）に大久保が主導して両省の再分離が決定された。
だが、最終的に両派の間で妥協が成立して、閏10月20日（12月12日）に殖産興業を専門に扱う工部省の分離と引き換えに、明治4年7月27日（1871年9月11日）に民部・大蔵両省の再合併が決定された。これは木戸への妥協という政治的事情だけでなく、新たに地方行政を統括する省のあり方を巡って、太政官内部での意思統一が出来ていなかったことと、大久保が旧来の民部省ではなく、自身が密かに青写真を描いていた内務省を新設して、内政全般を統括させることを考えていたからである。
明治4年に入ると廃藩置県に向けた政府内の動きが密かに動き出し、薩摩・長州・土佐3藩の兵を御親兵として集めるとともに、郷里に帰っていた西郷隆盛と板垣退助を呼び戻した。

### 廃藩置県後の官制
明治4年7月14日（1871年8月29日）、廃藩置県が断行された。ほぼ前後して司法省と文部省が設置され次いで正院（中央政府）・左院（諮問機関）・右院（調整機関）が設置され、神祇官が神祇省に格下げされるなどの改革が断行された。更に同時に人事面でも改革が進められ、太政大臣に三条、参議に西郷・木戸・大隈・板垣が就任して、これに岩倉と万里小路博房が政府内に留まったものの他の公家・諸侯は悉く職を免ぜられ、旧来通りの宮中の女官の排除も行われた。更に位階制を廃止して15階からなる官等制（文官は3等・武官は4等以上を勅任官、7等以上を奏任官、それ以下を判任官とする）を導入した。これによって、天皇が親臨・親裁形式で太政官以下を率い、三大臣がこれを輔弼して参議・卿を指揮する（従って参議以下には輔弼責任はなかった）という明治の太政官制の基本形式と薩長土肥出身者による藩閥の原点が確立した。
明治六年五月二日には太政官職制が大きく改正され、天皇の輔弼を行うのは太政大臣と左右大臣だけとされ、さらに参議などによる「内閣」が設置された。

### 明治8年の官制
明治6年（1873年）11月10日、大久保により「国内安寧・人民保護」をスローガンに、巨大官僚組織である内務省が設立される。大久保自らが初代内務卿となった内務省は、絶大な権力で内政を専管するだけでなく殖産興業政策を推進し、日本近代化のための司令塔として君臨した。西郷と木戸は政治活動における組織的基盤を持たなかったが、大久保は内務省と内務官僚という、自らが作り上げた官僚機構を基盤として、「維新のリーダー」のような強烈な個性で国を牽引するのではなく、組織や集団が着実に国の近代化を推し進める新しい政治スタイルへと転換させていった。
明治8年（1875年）1月、参議の大久保と伊藤博文は、征韓論などを巡って辞職した木戸と板垣に対し、参議に復職することを求めた（大阪会議）。同年2月に至り、立憲体制へ漸次的に移行することで一致し、2人の復帰が決まった。4月14日には立憲政体の詔書（太政官布告第58号）を発して、行政を担当する太政官・正院、立法を担当する元老院・地方官会議、司法を担当する大審院を置く三権分立制の基礎を形作ると同時に、神祇省は宮内省の所管となった。
省寮の構造は次のとおり。この体制は、明治18年に内閣制度が発足するまで続いた。なお、明治11年12月5日の太政官職制の改正で参謀本部が設置され、太政大臣の輔弼事項から軍令に関するものが除外されて、参謀本部が軍令に関して帷幄上奏を行うこととなった。

#### 中央省寮
- 正院
- 元老院
- 外務省
- 内務省
  - 勧業寮
  - 警保寮
  - 戸籍寮
  - 駅逓寮
  - 土木寮
  - 地理寮
- 大蔵省
  - 造幣寮
  - 租税寮
  - 紙幣寮
  - 出納寮
  - 統計寮
  - 検査寮
  - 国債寮
  - 記録寮
- 陸軍省
  - 陸軍裁判所
- 海軍省
  - 主舩寮
  - 水路寮
  - 兵学寮
  - 軍医寮
  - 海軍裁判所
- 提督府
- 文部省
- 教部省
- 工部省
  - 工学寮
  - 鉱山寮
  - 鉄道寮
  - 灯台寮
  - 電信寮
  - 製作寮
- 司法省
- 宮内省
  - 式部寮
- 大審院
- 開拓使
- 警視庁

#### 地方（府藩県）
- 東京府
- 京都府
- 大阪府
- 琉球藩
- 神奈川県
- 兵庫県
- 長崎県
- 新潟県
- 埼玉県
- 足柄県
- 千葉県
- 茨城県
- 熊谷県
- 橡木県
- 奈良県
- 堺県
- 三重県
- 度会県
- 愛知県
- 浜松県
- 静岡県
- 山梨県
- 滋賀県
- 岐阜県
- 筑摩県
- 長野県
- 宮城県
- 福島県
- 盤前県
- 若松県
- 水沢県
- 岩手県
- 青森県
- 山形県
- 置賜県
- 酒田県
- 秋田県
- 敦賀県
- 石川県
- 新川県
- 相川県
- 豊岡県
- 鳥取県
- 島根県
- 浜田県
- 飾磨県
- 北条県
- 岡山県
- 小田県
- 広島県
- 山口県
- 和歌山県
- 名東県
- 愛媛県
- 高知県
- 福岡県
- 三潴県
- 小倉県
- 大分県
- 佐賀県
- 白川県
- 宮崎県
- 鹿児島県

## 太政官制における法令
この時代に出された太政官布告・太政官達などの法令は、のちに制定された法令に矛盾しない限り、効力は存続するとされている。詳細については、